# Боггл
Бо́ггл (англ. Boggle) — настольная игра, в которую играют обычно два человека, составляя слова из имеющихся у них букв и записывая их на бумаге.

## Правила
Игровой лоток насчитывает 16 костей, на каждой грани которых написана та или иная буква. В игре могут участвовать только те буквы, которые находятся на верхних гранях костей. После встряхивания лотка засекается 3 минуты времени, и игроки начинают собирать слова из имеющихся букв.
Слова могут быть составлены только из тех букв, кости которых прилегают друг к другу — по горизонтали, вертикали и диагонали. Каждое слово должно состоять не менее, чем из трех букв. Если оба игрока написали одно и то же слово, то это слово удаляется из игры, не принося никаких очков. Если существование слова поставлено под сомнение, для проверки разрешено использовать словари.
Игроки подсчитывают сумму всех очков в соответствии со следующей таблицей:
| Длина слова | Очки |
| ----------- | ---- |
| 3           | 1    |
| 4           | 1    |
| 5           | 2    |
| 6           | 3    |
| 7           | 5    |
| 8+          | 11   |

Победителем объявляется игрок, набравший наибольшее количество очков.

## О букве «Q»
Буква Q — одна из самых редких букв латинского алфавита, а существование её в словах возможно только благодаря наличию соседней буквы U. Поэтому при игре в Боггл Q считается как QU, а длина составленного слова увеличивается на 1.
Например: square (рус. площадь) можно составить всего из 5 букв: S, Q, A, R, E — хотя длина слова будет оценена в 6 символов.

## История
Игра была изобретена Алланом Туроффом (по некоторым данным сама концепция была разработана им в 1972 году). По легенде, он принёс в издательство «Паркер Бразерс» большую сложную игру, но издатели вычленили из неё только маленький кусочек — и не прогадали. А разбогатевший с первой же своей игры Турофф всю жизнь придумывал настольные игры, но так больше ни одной и не сумел издать. К сожалению, умер достаточно молодым от неожиданного приступа астмы. Сама же игра выходит в продажу под торговыми марками фирм Parker Brothers и Hasbro.